# 激进左翼
激进左翼（法語：gauche radicale）是一种政治流派，指介于社会民主党和极左翼之间的个人、团体、运动、组织和政党。
根据法国社会学家伊莲娜·佩雷拉的说法，1970年代的极左翼是通过与当时具有极大影响力的共产党进行比较来定义的。共产党的衰弱使极左翼失去了其相关性，迫使人们重新进行定义，尤其是在分类学上。如今，“激进左翼”，通常称为“左翼中的左翼”，是以成为执政党的社会党为参照来确定其含义的。伊莲娜·佩雷拉的著作借鉴了政治社会学的成果，结合了他们所分析的运动，将“语法”这一概念引入作为一种分析框架
。
在当代政治词汇中，“激进左翼”的定义不同于“激进”这一形容词，后者历史上指的是源自激进主义的运动和组织。
据学者蒂莫西·杜韦尔热所说，“激进左翼诞生在西欧共产主义阵营瓦解的废墟上，它出现的背景是文化自由主义的霸权、所谓‘幸福’的全球化、股东资本主义、工资劳动的分裂以及生态问题的兴起”。